# Lovero
Lovero é uma comuna italiana da região da Lombardia, província de Sondrio, com cerca de 633 habitantes. Estende-se por uma área de 13 km², tendo uma densidade populacional de 49 hab/km². Faz fronteira com Edolo (BS), Sernio, Tovo di Sant'Agata, Vervio.

## Demografia
| Variação demográfica do município entre 1861 e 2011                               |
|                                                                                   |
| Fonte: Istituto Nazionale di Statistica (ISTAT) - Elaboração gráfica da Wikipedia |